# 박상익 (1915년)
박상익(朴商翊, 1915년 ~ 1975년)은 한국의 연기자이다.

## 생애
서울 출생으로, 연희전문학교 문과를 졸업하였다. 1935년 20세 때 ‘극예술연구회’ 부설 ‘실험무대(實驗舞臺)’에 입회한 후 1938년에 중간극을 표방하는 ‘중앙무대(中央舞臺)’에 들어갔다가 동양극장 전속극단에, 1942년에 ‘현대극장’에, 1945년에 ‘자유극장’을 거쳐 ‘신협’에서 연기활동을 계속하였다. 1960년대에는 연극협회 이사로 활약하기도 하였다. 영화계에서도 유명한 배우로 여러 편에 출연하여 희극적 연기를 담당했고, 연극에서는 초년기에 비하여 장년기 후에는 점차 희극배우로서의 성격을 굳혔다.

## 참가 작품
출연 작품은 다음과 같다.
- 1936년: 《어둠의 힘》·《신앙과 고향》
- 1937년: 《무료치병술》·《풍년가》·《자매》
- 1938년: 《카추샤》·《촌선생》·《홍루몽》·《구원의 애인》
- 1940년: 《장한몽》
- 1943년: 《대추나무》·《소》·《마리우스》
- 1945년: 《쾌걸 윙》·《자명고》
- 1949년: 《맹진사댁 경사》
- 1952년: 《햄릿》·《오셀로》·《인생차압》
- 1956년: 《욕망이라는 이름의 전차》·《금삼의 피》
- 1959년: 《한강은 흐른다》
- 1960년: 《죄와 벌》

외 다수